# Đức Thuận (xã)
Đức Thuận là một xã thuộc huyện Tánh Linh, tỉnh Bình Thuận, Việt Nam.
Xã Đức Thuận có diện tích 156,59 km², dân số năm 1999 là 4956 người, mật độ dân số đạt 32 người/km².